# تاكويا ساساغاكي
تاكويا ساساغاكي (باليابانية: 笹垣 拓也) (1 يونيو 1991 في إيواتا في اليابان – )؛ هو لاعب كرة قدم ياباني سابق كان يلعب كمهاجم.

## وصلات خارجية
- تاكويا ساساغاكي على موقع رابطة كرة القدم اليابانية للمحترفين (اليابانية)
- تاكويا ساساغاكي على موقع قاعدة بيانات كرة القدم.إي يو (الإنجليزية)
- تاكويا ساساغاكي على موقع Soccerway.com (الإنجليزية)